# Ernst Gombrich
Sir Ernst Hans Josef Gombrich (Bécs, 1909. március 30. – London, 2001. november 3.) osztrák származású brit művészettörténész, egyetemi tanár, aki 1936-tól a Warburg Intézetben, Londonban dolgozott.

## Életpályája
Bécsi zsidó származású polgári családban született, apja ügyvéd volt, anyja zongorista. A zene éppen olyan nagy szerepet játszott gyermekkorában, mint a vizuális művészetek. Az első világháború alatt húgával együtt kilenc hónapot Svédországban töltöttek. Ernst Gombrich felsőfokú tanulmányokat a Bécsi Egyetem művészettörténet szakán folytatott (1928–1933). Rövid időre Berlinbe utazott, hogy Heinrich Wölfflin svájci művészettörténész előadásait hallgassa, közben felkeltették érdeklődését a gestaltpszichológusok, köztük Wolfgang Köhler előadásai is. Pszichológiai, filozófiai, képzőművészeti kérdések egyaránt foglalkoztatták.
1933-ban védte meg művészettörténeti doktori disszertációját. 1936-ban a faji üldöztetés miatt Londonba emigrált, a Warburg könyvtár (1944-től Warburg Intézet) munkatársa, majd vezetője (1959–1976) nyugalomba vonulásáig. Közben a második világháború alatt a BBC megfigyelőrendszerének alkalmazottja volt, a német rádióadások elemzésében vett részt.

## Művészettörténeti munkássága
Első jeles kötetét még német nyelven írta, Weltgeschichte bis zur Gegenwart von der Urzeit (Világtörténet az ősidőktől a közelmúltig). A könyv népszerű volt, több nyelvre lefordították, Magyarországon is több kiadást megért, legutóbb 2001-ben adták közre.
Világhíres kötete a The Story of Art (A művészet története) 1950-ben jelent meg először angol nyelven, a 2000-es évekig vagy 16 kiadást ért meg, mintegy harminc nyelvre lefordították, több milliós példányszám kelt el belőle. Fiatalok generációi tanulták meg a kötet nyomán, hogyan tolmácsolják a képzőművészeti alkotások az emberi érzelmeket és szenvedélyeket. Kötetében céltudatosan mellőzte a képzőművészeti szaknyelvet azért, hogy a nem szakmabeliek számára is közel hozza az emberiség vizuális művészetének fő stílusirányzatait és értékes műalkotásait. A kötet Magyarországon is számos kiadást ért meg, legutóbb 2002-ben jelent meg.
Főleg ikonológiai kérdésekkel foglalkozott, de termékeny munkássága kiterjedt a művészet számos területének elméleti kérdéseire. A reneszánsz művészetről, a vizuális művészet pszichológiájáról és más fontos művészeti témákról írt szakkönyveket és megírta a Aby Warburg életrajzát. Jeles önálló köteteiből eredeti nyelven: Story of Art (1950); Art and Scholarship (1957); Art and Illusion (1960), Meditation on a Hobby Horse (1963).

## Kötetei magyar nyelven (válogatás)[13]
- Művészet és illúzió. A képi ábrázolás pszichológiája; ford. Szabó Árpád, utószó Zádor Anna; Gondolat, Bp., 1972
- A művészet története; ford. G. Beke Margit, Falvay Mihály, utószó Németh Lajos; Gondolat, Bp., 1974. 521 p. ill. (Utánnyomás 1975; 1978; 1983. A 2002-es Glória-kiadás felhasználta az 1974-es fordítást, de már a szerző által átdolgozott, bővített 1995-ös 16. angol kiadás nyomán készült.)
- Illúzió a természetben és a művészetben; szerk. R. L. Gregory, E. H. Gombrich, ford. Falvay Mihály, Németh Ferenc; Gondolat, Bp., 1982
- Reneszánsz tanulmányok; vál. Zádor Anna, ford. Papp Mária; Corvina, Bp., 1985 (Művészet és elmélet)
- Művészet és fejlődés; ford. Széphelyi F. György; Corvina, Bp., 1987 (Imago)
- Rövid világtörténet fiataloknak : Az ősidőktől a közelmúltig / Ernst H. Gombrich / Diószegi István utószavával / [ford. Dániel Anna] [Franz Katzer illusztrációival]. Budapest : ÁKV-Budapest K., cop. 1991. 330 p. ill. (2. kiadás 1992; 3. átdolgozott kiadás 2001)
- Ernst Gombrich–Didier Eribonː Miről szólnak a képek? Beszélgetések művészetről és tudományról; ford. Klimó Ágnes; Balassi–Tartóshullám, Bp., 1999. 193 p.